# Бессер, Вилибальд Готлибович
Вилибальд Готлибович Бе́ссер (полное имя — Вилибальд Свиберт Йозеф Готлиб фон Бе́ссер, нем. Wilibald Swibert Joseph Gottlieb von Besser; 7 июля 1784, Инсбрук, Цислейтания — 11 октября 1842, Кременец, Волынская губерния) — австрийский и русский ботаник и энтомолог, доктор медицины и профессор ботаники Киевского университета, член-корреспондент (1835) Петербургской академии наук. Академик Боннской академии естествоиспытателей «Леопольдина», член Московского общества испытателей природы. Отец Виктора Вилибальдовича Бессера, профессора Медико-хирургической академии.

## Биография

### Ранние годы
Вилибальд Бессер — сын судебного чиновника Самуеля Готлиба фон Бессера (нем. Samuel Gottlieb von Besser) и Йозефы фон Лансенгофер (нем. Josepha von Lansenhofer) родился в Тироле. Рано осиротевший, он в 1797 был принят в семье своего дяди Свиберта Бурхарта Шиверека (нем. Schivereck, Suibert Burkhart), профессора ботаники Львовского университета. Окончив львовскую гимназию, поступил в Львовский университет, где изучал медицину и занимался ботаникой под руководством С. Б. Шиверека.
После закрытия в 1805 году Львовского университета вслед за С. Б. Шивереком, получившим 1 августа 1805 года должность директора Ботанического сада и кафедру всеобщей естественной истории, а 4 апреля 1806 года кафедру патологии и фармации Краковского университета, перебрался в Краков, где продолжил занятия медициной под руководством Фридриха Хильдебрандта (нем. Friedrich Hildebrandt) и ботаникой под руководством Йозефа Августа Шультеса (нем. Schultes, Joseph (Josef) August), занявшего кафедру после смерти С. Б. Шиверека 29 августа 1806 года . 31 декабря 1807 года получил степень доктора медицины, а 15 апреля 1808 года место ассистента клиники Краковского университета.
Будучи во Львове, как самостоятельно, так и при помощи друзей, Бессер собрал большую коллекцию растений Галиции, которая значительно пополнилась в Кракове благодаря многочисленным экскурсиям, организованным Й. А. Шультесом. В неё вошёл и гербарий, унаследованный от С. Б. Шиверека. При поддержке Й. А. Шультеса Бессер занялся обработкой собранных материалов по флоре Галиции.
После реорганизации в 1803 году Виленского учебного округа, получившего автономию польского образования, видные деятели польского просвещения Гуго Коллонтай и граф Тадеуш Чацкий стали приглашать учёных и преподавателей в создаваемые на Волыни учебные заведения. В 1808 году Бессер получил предложение Тадеуша Чацкого занять освободившееся место преподавателя ботаники и зоологии и директора ботанического сада Кременецкой гимназии при условии принятия российского подданства и преподавания на польском языке. Бессер принял это предложение и получил средства для поездки в Вену для завершения работы на флорой Галиции. Результатом этого стало издание в Вене в 1809 году двутомного труда «Primitia Florae Galiciae Ausriacae utriusque. Enchiridion ad excursiones botanicas». Пребывание в Вене Бессер также использовал для энтомологических исследований под руководством Ф. А. Циглера (нем. Franz Anton Ziegler) и сбора энтомологической коллекции.

### Кременецкий период

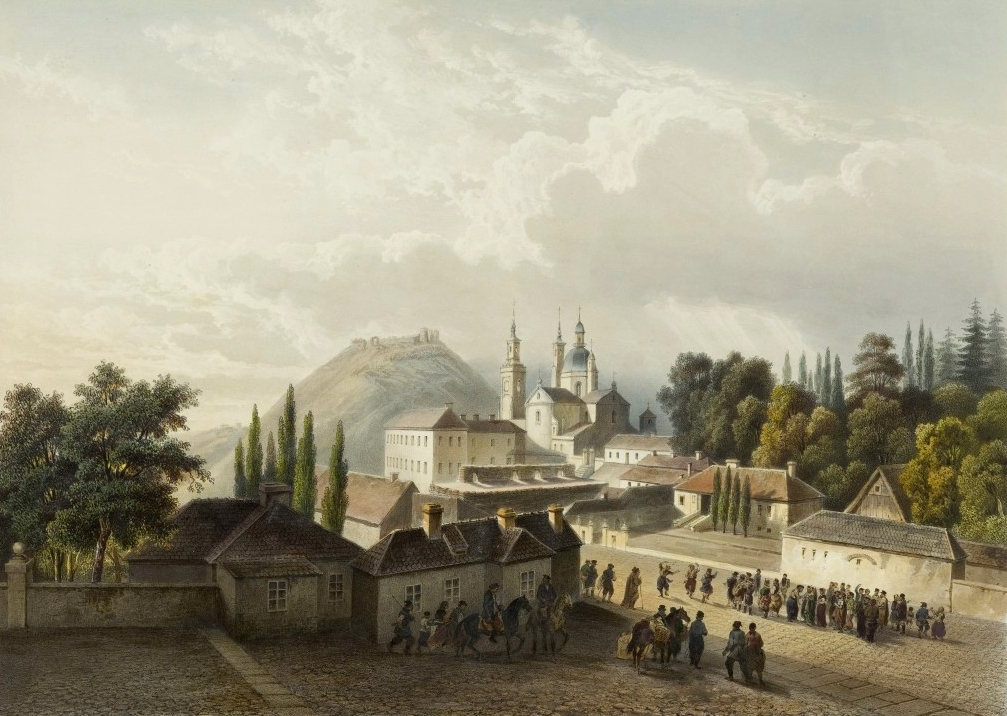
Кременецкий ботанический сад в начале XIX века. С литографии Alphonse Bichebois (1801—1850)

В августе 1809 года Бессер приступил к исполнению своих новых обязанностей в Кременецкой гимназии. Сохранилась программа лекций Бессера, включавшая разделы из общей биологии, зоологии и ботаники. В своих лекциях он освещал новейшие достижения современной биологии, в частности, учение Ламарка. По своим воззрениям Бессер был эволюционистом, он был также одним из пионеров экологии растений. В своих лекциях на примере солелюбивых видов Salsola и Chenopodium он раскрывал взаимоотношения растений и субстрата.
В дополнение к преподаванию и медицинской практике Бессер много усилий отдавал развитию ботанического сада. Благодаря обширным сношениям с заграничными ботаниками Кременецкий сад сделался вскоре одним из лучших в России как по богатству растений, так и по образцовому устройству. В частности, в 1819 году в письме куратору Кременецкого лицея в Виленском университете князю Адаму Чарторыйскому Бессер писал, что ботанический сад получил от Государственного канцлера графа Румянцева семена, собранные в кругосветном путешествии О. Е. Коцебу. Учащиеся гимназии (с 1819 года — Волынский лицей) собирали также местную флору для выращивания и изучения её в ботаническом саду. Уже в 1810 году был издан первый каталог растений ботанического сада («Catalogue des Plantes du Jardin Botanique
de Krzemieniec en Volhynie»), где были указаны 2882 вида более 700 родов растений, выращиваемых в ботаническом саду. Каталог ботанического сада регулярно переиздавался с дополнениями вплоть до 1830 года. В 1830 году в саду насчитывалось 12 тысяч разных растений.

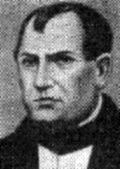
В. Бессер
в 1830-е гг.

В Кременце Бессер продолжил флористические изыскания. Ареной его исследований стали Кременецкие горы, а позднее и вся территория от Полесья до Чёрного моря и от Волыни и Подолья до Приднепровья. Он побывал в Одессе и в 1821 году в Вильне, для подтверждения звания доктора медицины. Для сбора коллекций Бессер пользовался помощью своих учеников, активнейшим из которых был А. Л. Андржейовский, и широких слоёв энтузиастов, учителей гимназий, для которых им было написано пособие «Правила составления гербария» пол. «Przepisy do układania zielników» (Вильно, 1826). Результатом этих работы стала публикации в 1822 году сводки «Enumeratio plantarum hujusque in Volhynia, Podolia, gub. Kijoviensi, Bessarabia, Cis-Tyraica et circa Odessam collectarum».
По закрытии Кременецкого лицея Бессер был назначен 31 января 1834 года профессором ботаники в только что основанный Университет святого Владимира, однако до 1835 года продолжал оставаться в Кременце, заведуя ботаническим садом, пока не перебрался в Киев, где читал лекции на латыни до своей отставки в 1837 г.
Высокую оценку коллег заслужили не только флористические работы Бессера, но и многолетняя работа по систематике рода Artemisia, его система рода, изложенная в «Enumeratio Artemisiarum» практически без изменений была принята Декандолем.
Бессер описал более 100 новых для науки видов растений. Огромный гербарий, состоящий из более чем 60 тысяч листов, собранный Бессером, был выкуплен после его кончины в 1842 году Киевским университетом и положил основу его собрания. Другая часть гербария с 65 типовыми образцами хранится в Моравском музее в Брно.

## Труды

### Региональные флоры
- Primitia Florae Galiciae Ausriacae utriusque. Enchiridion ad excursiones botanicas. Viennae, 1809. Pars 1. Monandria, Polyandria. — 339s. Pars 2. Didynamia, Dioecia. — 423s.
- Pflanzen um Wilna // Allgem. bot. Zeitung. Regensb. 1821. II. p. 683.
- Enumeratio plantarum hucusque in Volhynia, Podolia, Gub. Kijoviensi, Bessarabia Cis-Tyraica et circa Odessam collectarum, simul cum observatinibus in Primitias Flora Galiciae Austriacae. — Vilnae, 1822. — 111 p.
- Aperçu de la Géopraphie physique de Volhynie et de Podolie. // Mém. Soc. Natur. Moscou, 1823, VI. — P. 185—212.
- Rżut oka na geografję fizyczną Wolynia i Podola.- Wilno, 1828. — 21 p.
- Bemerkungen über H-rn Professor Eichwalds naturhistorische Skisse von Lithauen, Wolhynien und Podolien // Biebb. Z. allgem. Not Ztg. Regensb., 1832, XV. — P. 1-55.
- Ueber die Flora des Baikals // Biebb. Z. allgem. Not Ztg. Regensb., 1834, XVII, I. — P. 1-30.
- Ein kleiner Beitrag zur Flora von St. — Petersbourg // Bull. Soc. Natur. Moscou, 1839. — P. 412—414.

### Монографии
- De Absynthio Gaertneri// Bull. Soc. Natur. Moskau, 1828, 1. — P. 219—265.
- Tentamen de Abrotanis // Nouv. Mém. De la Soc. Natur. Moscou, 1834, III (IX). — P. 3-92.
- De Seriphidis seu de sectione IIIa Artemisiarum. L. // Bull. Soc. Natur. Moscou, 1834, VII. — P. 5-46.
- Dracunculi // Bull. Soc. Natur. Moscou, VIII. 1835 p. 1-97,
- Enumeratio Artemisiarum // Bull. Soc. Natur. Moscou, VIII. 1835 p. 177—180.
- Suplement ad Synopsin Absynthiorum, tentamen de Abrotanis, dissertationem de Seriphidis atqua de Dracunculi // Bull. Soc. Natur. Moskou, 1836, IX. — P. 3-115.
- Ueber russiche Artemisien im Willdenow’schen und im allgemeinen Königlichen Herbarium in Berlin // Bull. scientif. de l’Acad. lmpér. des Sc. de St. Petersb. , 1841, VIII. — P. 298—304.
- Enumeration Artemisiarum quas nondum vidit // Linnaea, 1839. — P. 399—401.
- Revisio Artemisiarum Musei Berolinensis, cuius partem constituit Herbarium Willdenowianum // Linnaea, 1841, XV. — P. 83-111.
- De Artemisia virente Moenchiideque degue Santonica Linnali epistola ad cl. Wenderothium, professorem Morbur gensem // Linnaea, 1841, XV. — P. 699—703.

### Каталоги ботанического сада
- Catalogue des plantes du Jardin botanique de Krzemieniec et Volhynie. 1810.
- Catalogue des plantes du Jardin botanique du Gymnase de Volhynie à Krzemieniec. 1811.
- Supplément au catalogue des plantes du Jardin botanique du Gymnase de Volhynie à Krzemieniec. 1812.
- Supplementum II ad Catalogutn plantarum in Horto botánico Gymnasii Volhyniensis Cremeneci cultarum. 1814.
- Supplementum IIIuni et. 1814.
- Supplementum IVom etc. 1815.
- Catalogue plantarum in Horto botanico Gymnasii Volhyniensis Cremeneci cultarum. Cremen. 1816.
- Spis roslin ozdobnich. 1820.

### Труды по энтомологии
- Additamenta et observatiunculie in cel. Steven Tentyrias et Opatra // Nouv. Mém. de la Soc. Imp. des Natur. de Mosc. t. II.
- Ueber die Ichneumonen Volhyniens // Bull. de la Soc. Imp. des Natur. de Mosc., 1835, VIII — p. 171—176.

### Труды по медицине
- Responsum ad questiones Consilii medici Imperii d. 15 octobris 1830 datus etc // Bull. de la Soc. Imp. des Natur. de Mosc., 1832., IV, 3. — P. 441—512

### Прочие труды по ботанике
- Przepisy do układania zielników.— Wilno, 1826.
- Nazwiska roslin Grekóm starożytnym znanych, na język polski przetłumaczone.// Dzienuik Umiejetnosci i Sztuki, 1827, 2. -S. 411—433. (Название растений, известных древним грекам), в соавторстве с Андржейовским.
- Recenzya dzieta pod tytulem «Poranozenie Dykcionarza roslinnego s. p. X. Krzystofa Kluka przez J. Dziarkouskiego i Sienniekego».- Wilno, 1828. — 22 s.

## Названы в честь

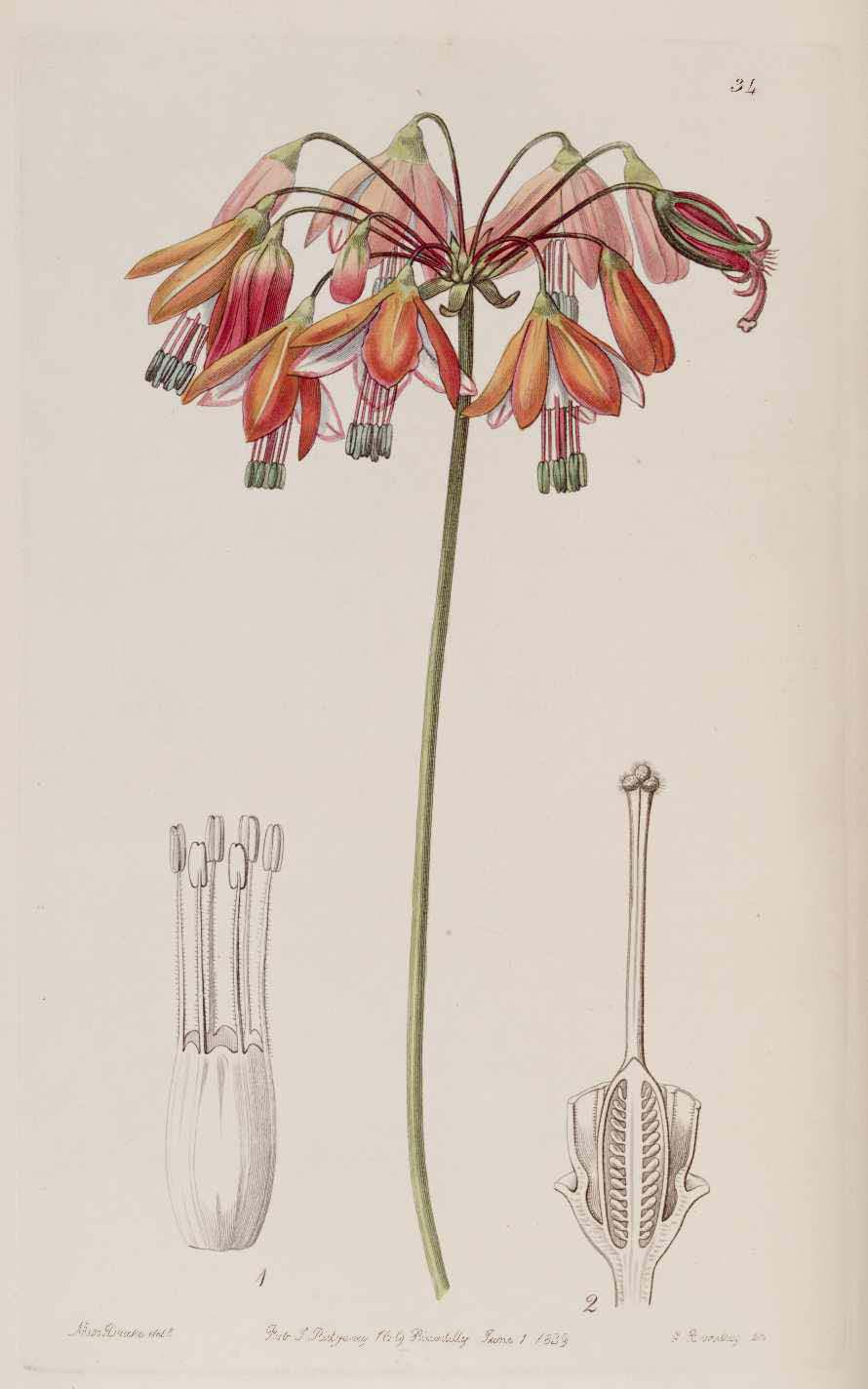
Иллюстрация из Edwards’s Botanical Register, 1839

### Растения
- Бессера (Bessera Schult.f.) — небольшой род декоративных травянистых растений из Мексики, относимый к семейству Themidaceae или Alliaceae.
- Aconitum besserianum Andrz.

### Животные
- Скакун Бессера — Cephalota besseri (Dejean, 1826) — вид жуков семейства жужелицы.

## Любопытные факты
- В 2007 году в рамках празднования 200-летия Кременецкого ботанического сада в нём был открыт памятник В. Бессеру работы ивано-франковского скульптора Николая Короля[10].
- В. Г. Бессер — крёстный отец А. Л. Чекановского, исследователя Сибири[11].
- Имя В. Бессера носил Музей Волынского края, открытый в 1937 году в Кременце[12].